# La Porte retombée
La Porte retombée est un roman de Louise Bellocq publié le 17 octobre 1960 aux éditions Gallimard et ayant reçu la même année le prix Femina.

## Éditions
- La Porte retombée, éditions Gallimard, 1960  (ISBN 2-07-020577-0).